# Indicateur nain
Indicator pumilio
Espèce
Statut de conservation UICN

 LC  : Préoccupation mineure
L'Indicateur nain (Indicator pumilio) est une espèce d'oiseau de la famille des Indicatoridae. Cet oiseau est endémique des forêts d'altitude du rift Albertin. Son habitat naturel est constitué par les montagnes humides tropicales ou subtropicales situées au-dessous de la limite des arbres. Il est menacé par la disparition de son habitat.